# Canon EOS M

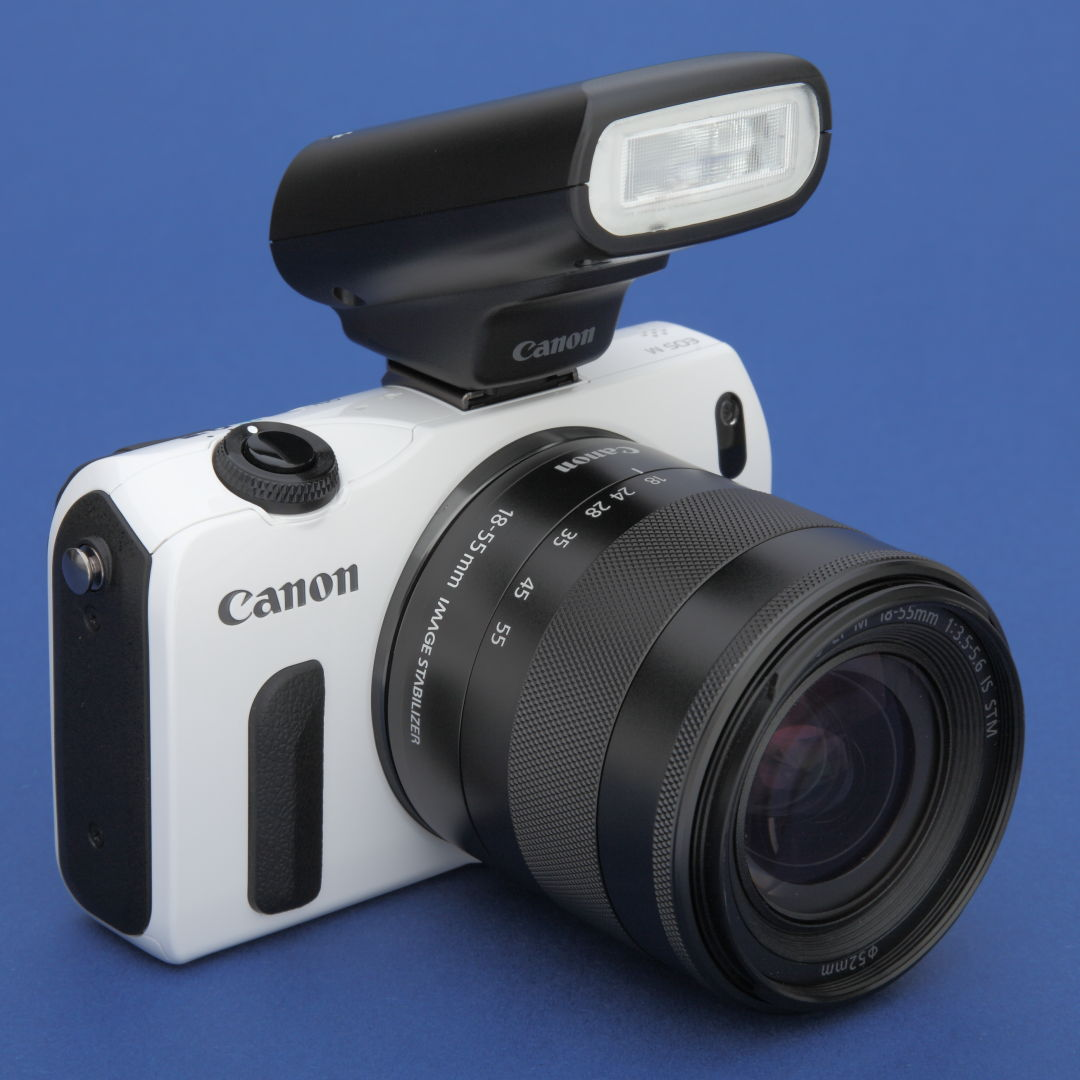

Canon EOS M – pierwszy cyfrowy aparat fotograficzny typu bezlusterkowiec z wymiennymi obiektywami firmy Canon.
Aparat został oficjalnie przedstawiony 23 lipca 2012. Aparat posiada sensor o rozmiarach APS-C i rozdzielczości 18 megapikseli.  Używa nowego standardu mocowania Canon EF-M, przy pomocy odpowiedniej przejściówki może także korzystać z wcześniejszych obiektywów Canona z mocowaniem typu EF i EF-S.

## Budowa
Aparat posiada trzycalowy ekran dotykowy z obsługą gestów Multi-Touch, takich jak pinch zoom czy przesuwanie. Aparat wykorzystuje 18-megapikselową matrycę wielkości APS-C oraz procesor DIGIC 5, podobnie jak Canon EOS 650D.
W aparacie po raz pierwszy użyto mocowania obiektywu Canon EF-M. W momencie wprowadzenia aparatu do sprzedaży dostępne były dwa obiektywy EF-M - 22 mm f/2 STM (potocznie znany jako „naleśnik”, z angielskiego pancake) i 18-55 mm f/3.5-5.6 IS STM.
Aparat nie posiada wbudowanej lampy błyskowej, wraz z aparatem wprowadzono do sprzedaży małą lampę błyskową Canon Speedlite 90EX, aparat może także używać wcześniejszych lamp błyskowych Canona. Oprócz robienia zdjęć aparat może także nagrywać filmy w formacie Standard Definition przy 30/25 klatek/s, rozdzielczość 720p HD przy 60/50 klatkach/s i rozdzielczość 1080p Full HD przy 30/24/25 klatkach/s.
Korpus został wykonany ze stali nierdzewnej oraz stopu magnezu i żywicy poliwęglanowej. Waga aparatu wraz z akumulatorem wynosi 298 gramów.

## Funkcje
- 18-megapikselowa matryca CMOS w rozmiarze APS-C (22,3 x 14,9 mm)
- hybrydowy autofokus z detekcją fazową i detekcją kontrastu
- dotykowy wyświetlacz LCD ClearView II o rozdzielczości 1 040 000 punktów, obsługujący gesty (opcja dotykowego wyostrzania)
- filmowanie w jakości HD 1920 x 1080 z prędkością 25 kl/s w formacie MOV (H.264)
- procesor obrazu DIGIC V
- lampa zewnętrzna Canon Speedlite 90 Ex w zestawie
- bezprzewodowa komunikacja z zewnętrznymi lampami Speedlite
- filtry twórcze
- dwa menu podręczne
- automatyczny balans bieli
- n pomiar światła
- bateria litowo-jonowa LP-E12 o pojemności 875 mAh
- złącza USB, HDMI i do mikrofonu[4]

## Ocena
Recenzent strony Digital Photography Review określił aparat jako „bezlusterkową wersję aparatu EOS 650D z prostszym interfejsem użytkownika zaprojektowanym z myślą o nowicjuszach i oczywiście o znacznie mniejszych rozmiarach”.  Aparat otrzymał ogólnie pozytywne recenzje w których chwalony jest za dobrą jakość zdjęć i znakomity ekran dotykowy, za największą i najpoważniejszą wadę aparatu uważany jest stosunkowo powolny autofokus, krytykowany jest także brak wizjera optycznego.